# Gusan

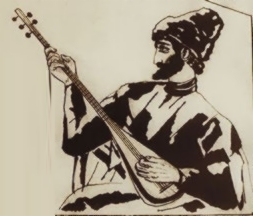
Aszugh

Gusan, aszugh lub sazandar (orm.: գուսան, աշուղ, սազանդար) – starożytny bard ormiański, pieśniarz ludowy, nieraz wędrowny, trubadur. Wyraz pochodzi prawdopodobnie z języka irańskiego. Gusani przygrywali sobie często na instrumencie strunowym zwanym: pandir („bandura”). Jeszcze w V wieku Mojżesz Choreński w swej pracy „Historia Armenii” wspominał o pieśniarzach z Goghtana.
Byli to artyści, którzy tworzyli i wykonywali pieśni o narodowych bohaterach i legendarnych postaciach narodu ormiańskiego. 